# جزیره بارتولومه
جزیره بارتولومه (به اسپانیایی: Isla Bartolomé) یک جزیره آتشفشانی در مجمع‌الجزایر گالاپاگوس است. این جزیره آتشفشانی درست در ساحل شرقی جزیره سانتیاگو قرار دارد و یکی از جوان‌ترین جزایر در مجمع‌الجزایر گالاپاگوس می‌باشد. این جزیره و خلیج سالیوان در جزیره سانتیاگو به نام دوست چارلز داروین، جیمز سالیوان نامیده می‌شود که یک ناوبان در اچ‌ام‌اس بیگل بود. با مساحت ۱٫۲ کیلومترمربع بخشی از منظره‌های گالاپاگوس را دارا می‌باشد.

## نگارخانه

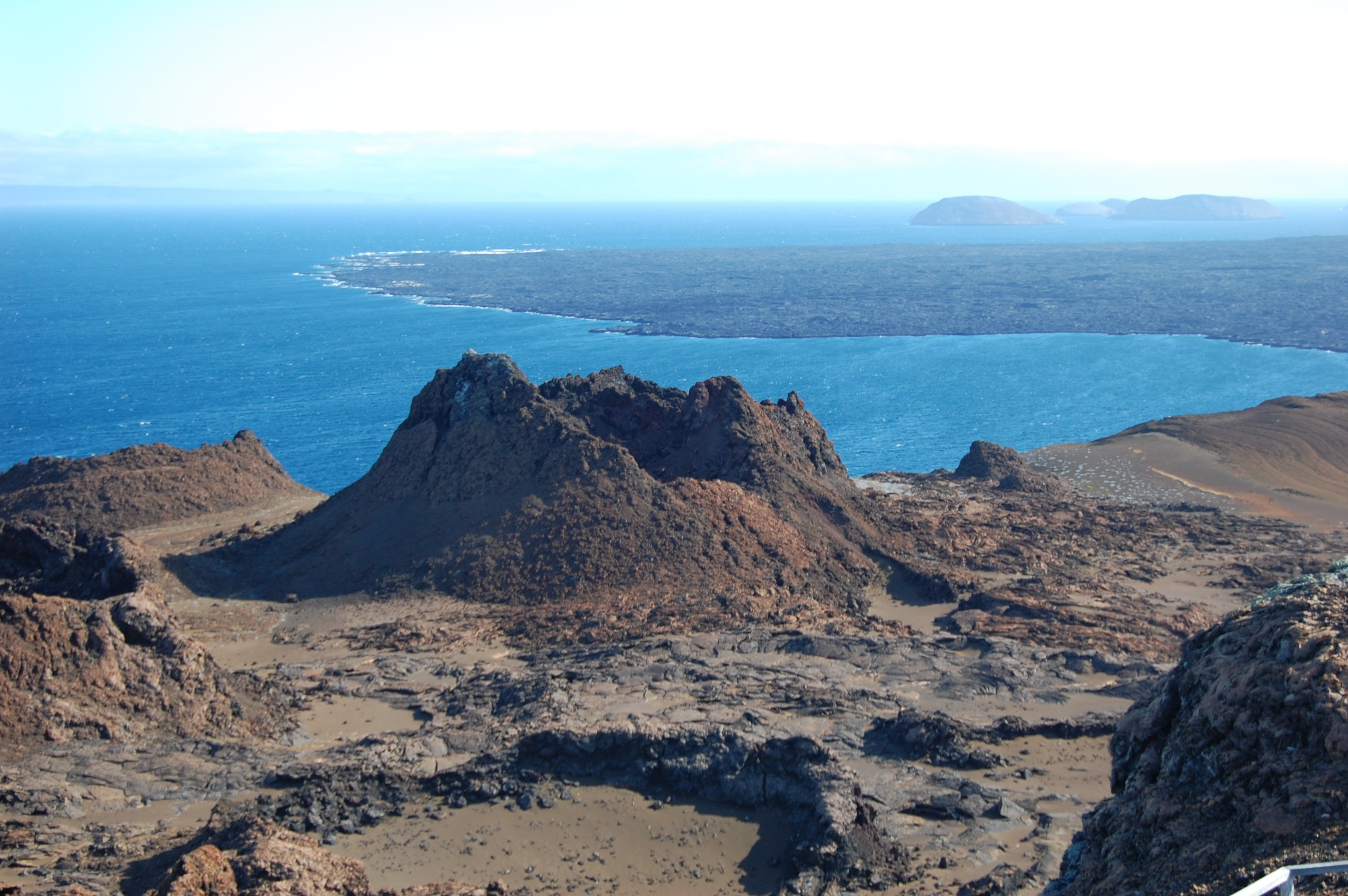
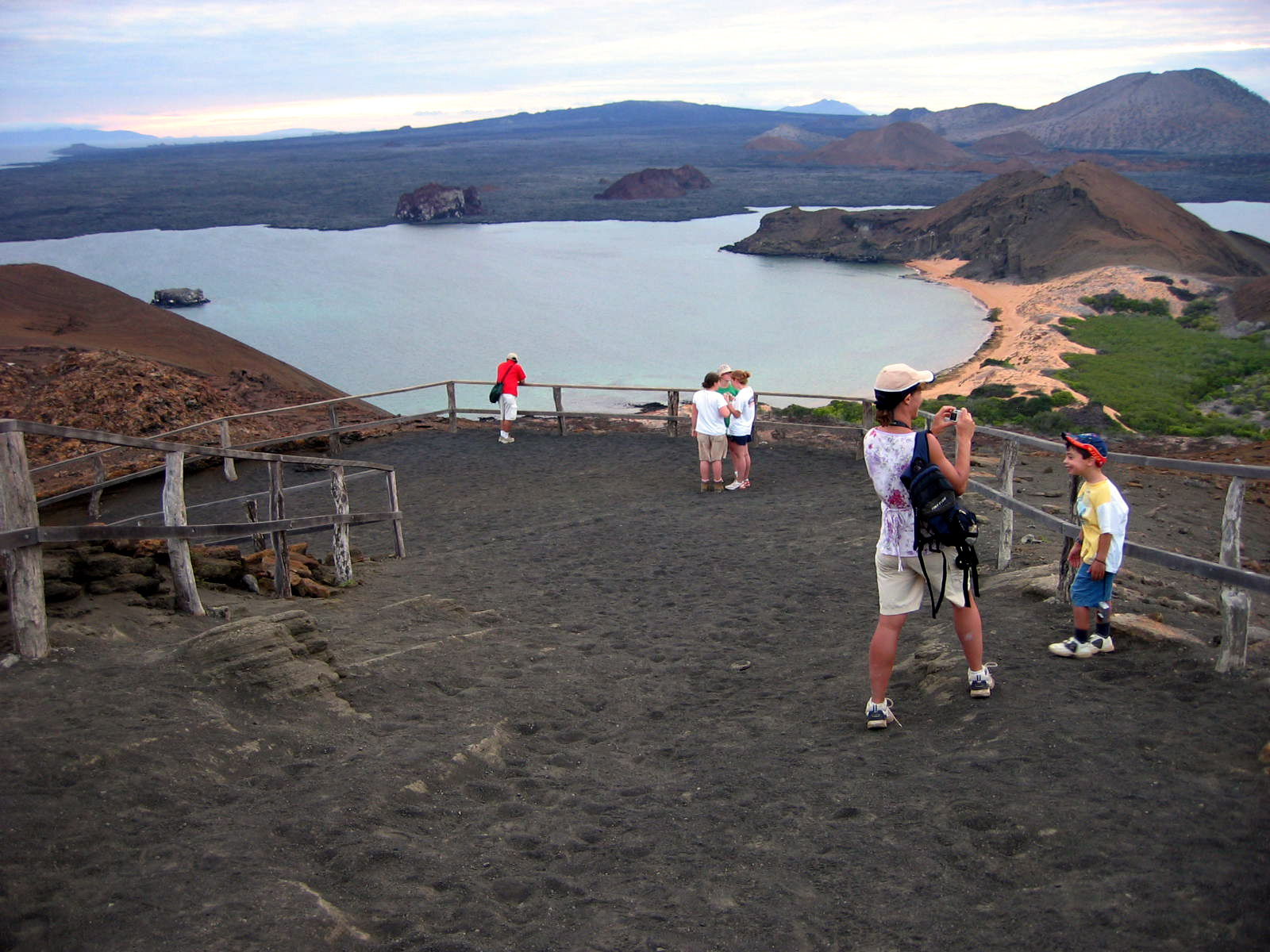
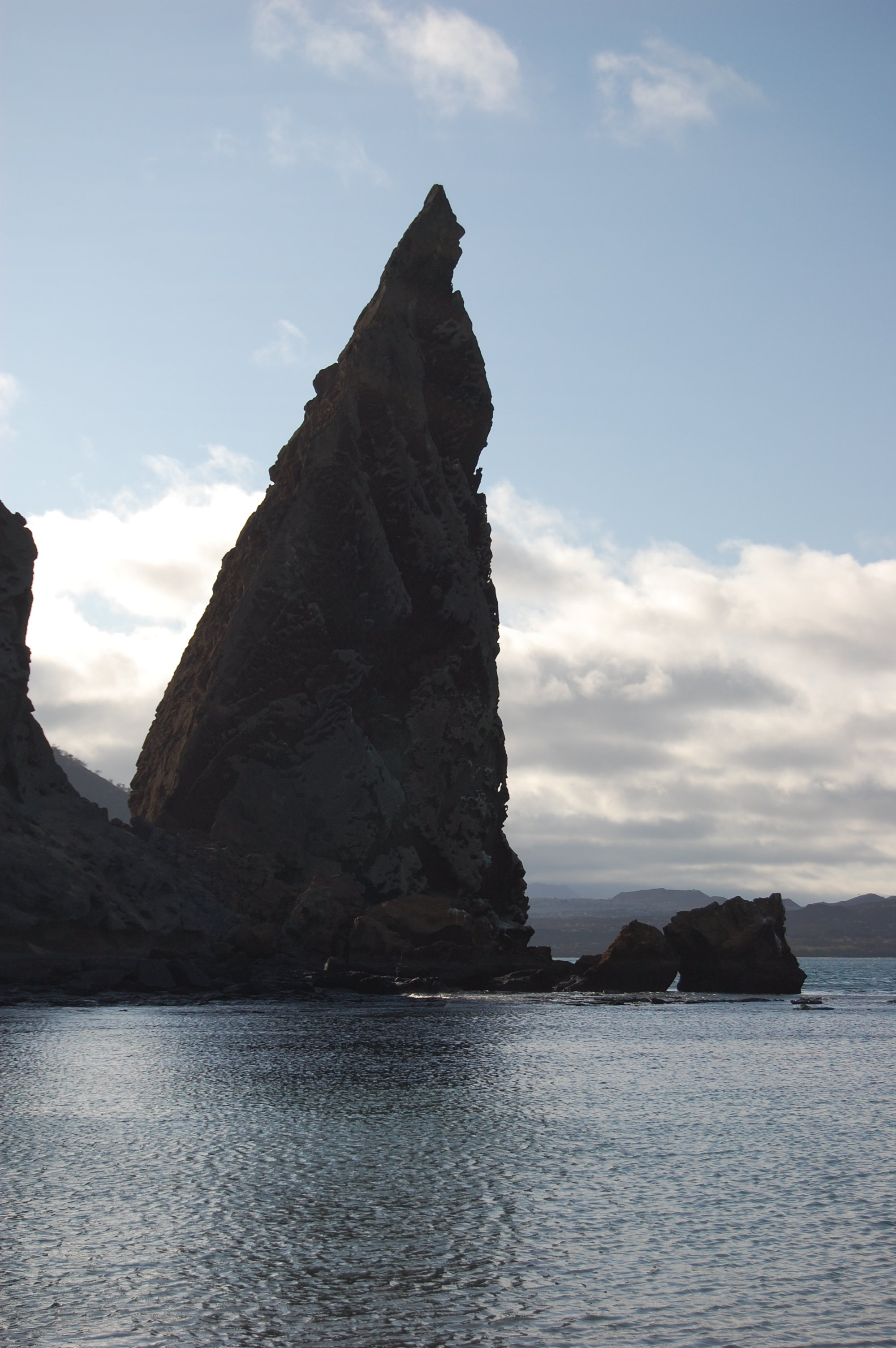
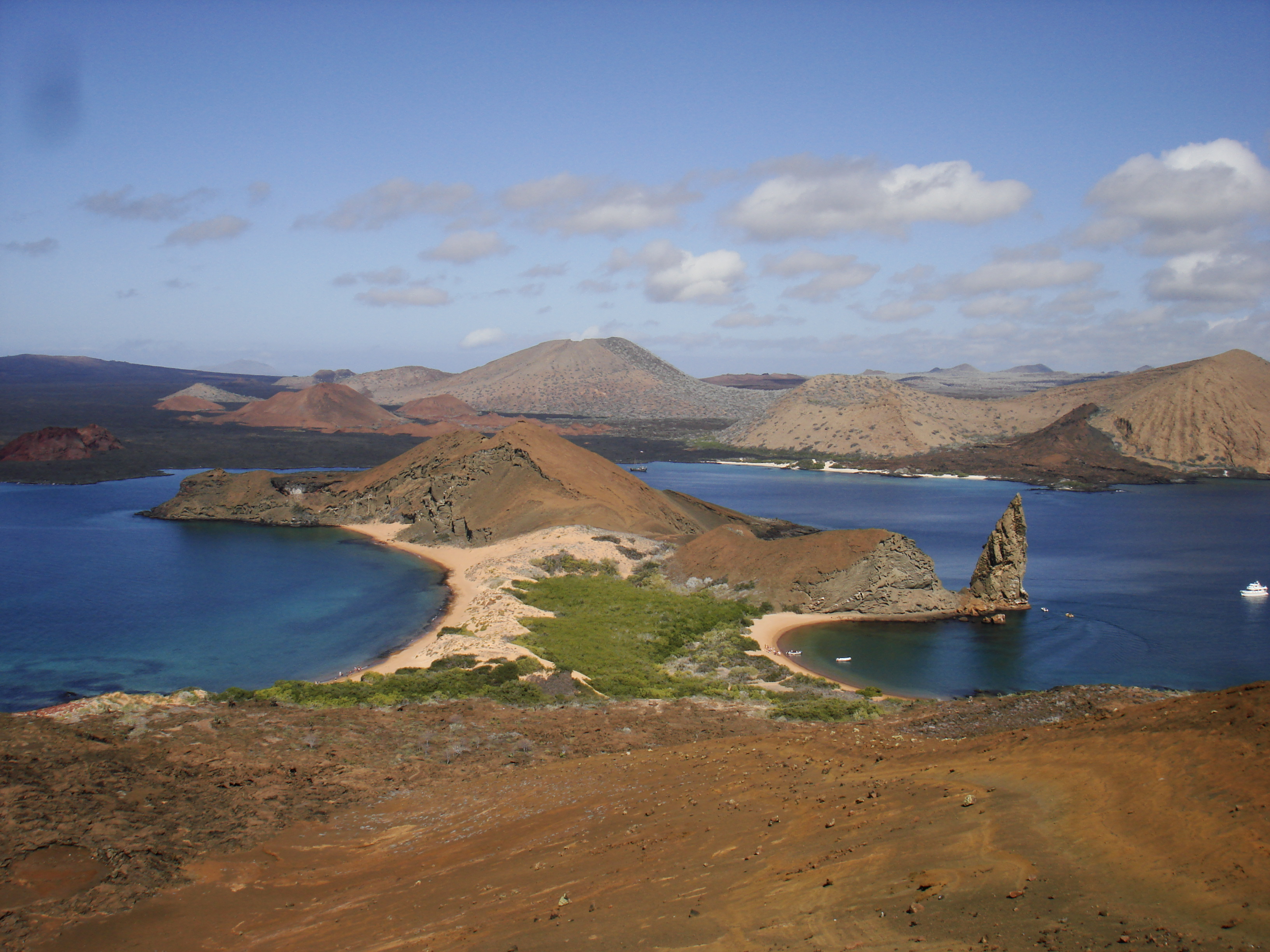
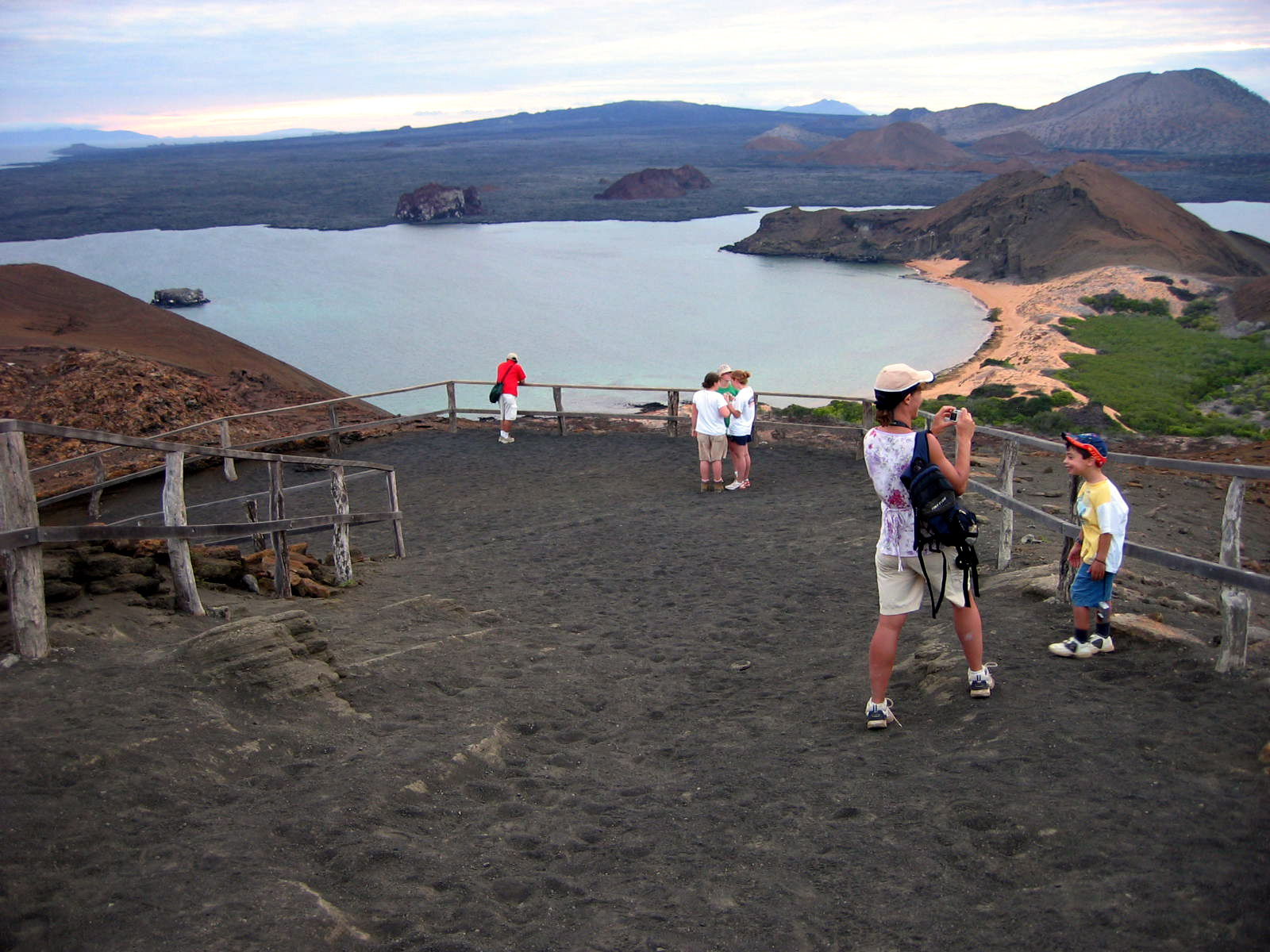